# Kickstarter
Pour les articles homonymes, voir Kick-starter.
Kickstarter est une entreprise américaine de financement participatif . Créée en 2009 et précurseur dans le domaine, Kickstarter donne la possibilité aux internautes de financer des projets encore au stade d'idée, en réduisant les lourdeurs associées aux modes traditionnels d'investissement. Pour les investisseurs il ne s'agit pas d'un investissement au sens propre mais d'un « soutien », en échange duquel ils reçoivent des récompenses tangibles de la part de l'équipe (ou de la personne) chargée du projet, comme une lettre de remerciement, un tee-shirt personnalisé, un dîner avec un auteur, ou encore l'un des premiers produits d'une nouvelle chaîne de production. La récompense peut varier en fonction de montants fournis par les backers (soutiens) .
Depuis son lancement, Kickstarter a financé un large éventail de projets (plus de 120 000 en avril 2017, représentant 2,95 milliards de dollars d'engagements) dans des domaines très variés : du film indépendant à la création musicale en passant par le journalisme, le jeu vidéo, la production d'énergie solaire ou la mise en place de programmes alimentaires.

## Présentation

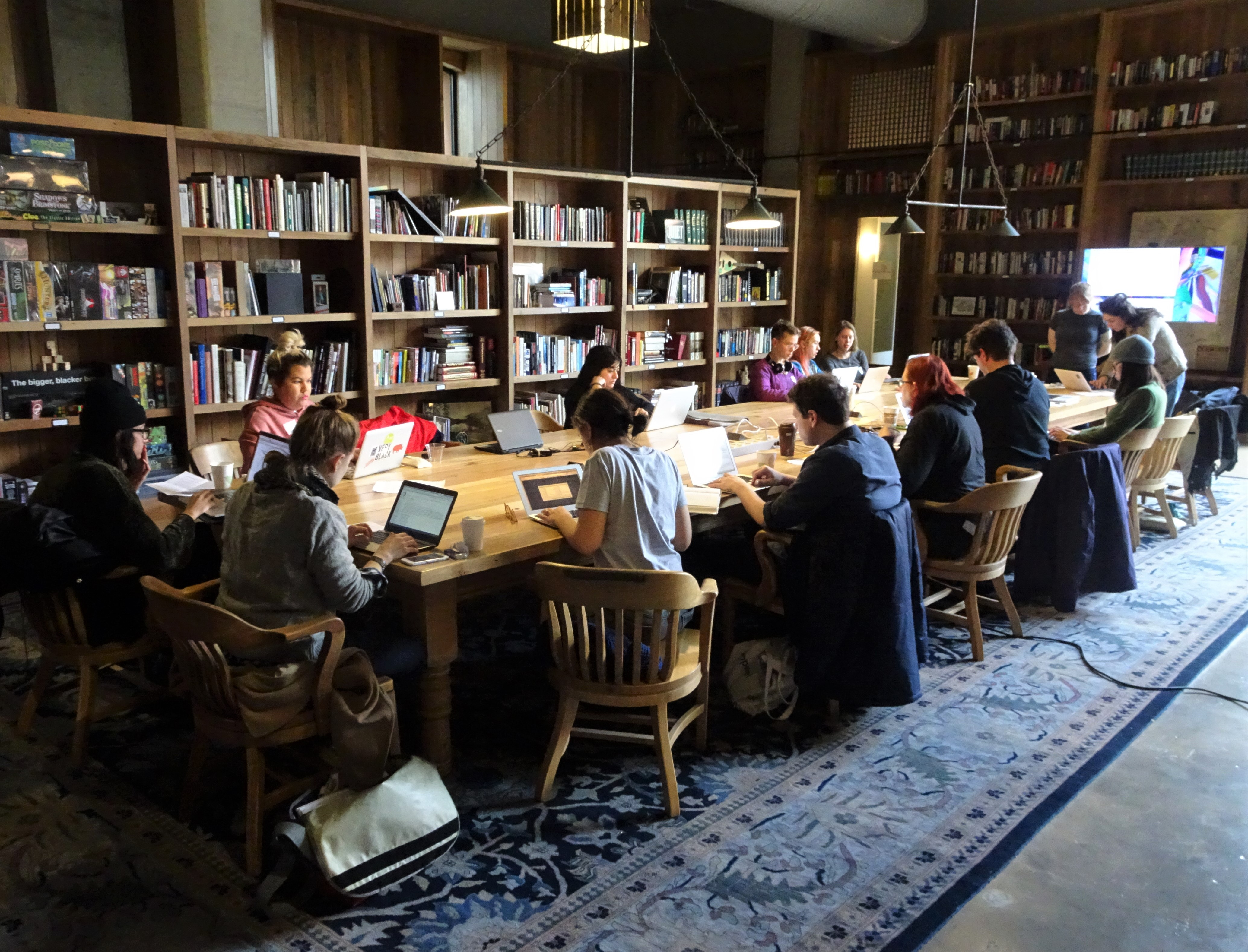
Bibliothèque du siège de Kickstarter à Brooklyn.

### Historique
Kickstarter (mot désignant le démarrage au kick en moto[réf. nécessaire]) est fondé le 28 avril 2009 par Perry Chen, Yancey Strickler et Charles Adler. Le blogueur Andy Baio (fondateur de Upcoming.org) occupera la fonction de CTO (directeur des systèmes d'information) pendant une dizaine de mois, avant de rejoindre Expert Labs en novembre 2010. Lance Ivy est développeur en chef du site depuis son lancement. Kickstarter est financé à ses débuts par le fonds d'investissement Union Square Ventures, l'incubateur Betaworks, ainsi que par des personnalités comme Jack Dorsey (cofondateur de Twitter), Zach Klein (cofondateur de Vimeo) et Caterina Fake (cofondatrice de Flickr). L'entreprise a des locaux sur le Lower East Side de Manhattan, au 155 Rivington Street ,. 
Au fil du temps le site fait beaucoup parler de lui : deux ans après sa création le New York Times le qualifie notamment de « NEA du peuple », et le TIME le classe dans les « meilleures inventions de l'année 2010 » ainsi que dans les « meilleurs sites web de l'année 2011 »,. Le Miami New Times qualifiera, sur un ton plus humoristique, le site comme l'une des « idées les plus intelligentes pour un site web depuis qu'Al Gore a inventé l'Internet ». (Al Gore étant à l'origine d'un programme sur les NTIC).
Le site prend également de l'ampleur : début 2011, tous les mois plus de 7 millions de dollars sont engagés sur la plateforme (contre moins de 2 un an plus tôt), et plus de 2 000 projets y sont lancés. D'après The Next Web, Kickstarter aurait touché plus de 6 millions de dollars de commission en 2011, sur 219 millions d'euros collectés par l'ensemble des projets.
Le 11 mai 2015 Kickstarter annonce son lancement en France, le 16 juin 2015 dans cinq autres pays européens dont la Belgique.
En septembre 2015, Kickstarter décide de devenir une public-benefit corporation, équivalent de certains États américains de la société à finalité sociale.
En novembre 2017, près de 9 ans après le lancement de Kickstarter l'équipe de Perry Chen annonce le lancement de Drip, un nouveau service qui vient compléter l'offre de Kickstarter pour faire concurrence à Patreon en répondant au marché du financement participatif récurrent.

### Fonctionnement
Son fonctionnement est simple, et calqué sur celui de sites comme FirstGiving, PledgeBank ou MobIncentive avant lui : un créateur de projet fixe un objectif de collecte de fonds, une date limite, et définit des récompenses pour les soutiens. Si l'objectif est atteint avant la date limite, le paiement des soutiens est déclenché via Amazon Payments et ces derniers reçoivent leurs cadeaux. Si l'objectif n'est pas atteint, personne ne paye. Il s'agit donc d'un système « tout ou rien » qui évite les mauvaises surprises. Kickstarter se finance quant à lui en prélevant 5 % des fonds collectés ; Amazon capte une part supplémentaire comprise entre 3 et 5 % du montant.
Les projets sont classés en 13 catégories (art, bande dessinée, design, mode, films et vidéos, nourriture, jeux, musique, photographie, publication, technologie, théâtre) et 36 sous-catégories. Les plus importantes sont de loin « films et vidéos » et « musique », qui rassemblent plus de la moitié des projets de la plateforme. Avec la catégorie « jeux vidéo », elles représentent plus de la moitié des levées de fonds.
Contrairement à certains concurrents, Kickstarter ne revendique pas de droits de propriété sur les projets et les travaux financés sur la plateforme. Toutefois, les projets lancés grâce au site sont archivés de façon permanente et consultables par le public. Une fois le financement terminé, les projets et les médias téléchargés ne peuvent pas être édités ou supprimés à partir du site.
Le site n'apporte pas la garantie que les gens qui ont proposé un projet sur Kickstarter conduisent le projet à terme ou utilisent l'argent pour faire leur projet. Il conseille donc aux financeurs de s'appuyer sur leur propre appréciation pour faire leur choix d'investissements. Une mise en garde sur le site spécifie que les chefs de projets peuvent être tenus pour responsables légalement des promesses faites et non tenues. En mai 2011, un étudiant de l'Université de cinématographie de New York a ainsi levé 1 726 $ pour réaliser un film, mais le résultat final s'est avéré être un plagiat de film français, ce qui a conduit à des excuses publiques,.
Pour éviter les dérives liées au nombre croissant de projets de développement de produits technologiques, et notamment le fait que ces types de projets s'apparentent souvent à de la pré-vente, Kickstarter a annoncé en septembre 2012 une modification de ses règles d'admissibilité des projets.
Il est à noter que certains sites montent parfois des alternatives à Kickstarter (à usage unique) pour financer leurs projets sans avoir à reverser 5 % des sommes récoltées à l'entreprise. Ces sites peuvent exister en complément, ou de manière complètement extérieure au site. Ainsi le jeu vidéo le plus financé par le système de financement participatif n'appartient pas à ce classement : Star Citizen a en effet reçu 2 134 374 dollars via Kickstarter, et 146 788 067 dollars sur son propre site Internet (soit 148 922 441 dollars finalement, pour une somme initialement fixée à 2 millions)[réf. nécessaire].

### Projets d'envergure
Parmi les plus importants projets financés sur la plateforme, on peut citer :

#### Documentaires
- I Got Somethin' Tell You (2012) de Whoopi Goldberg[29].
- From Bedrooms To Millions (2014) de Anthony Caulfield et Nicola Caulfield[30]. Documentaire sur les jeux vidéo britanniques.
- For the Love of Spock (2016) de Adam Nimoy[31]. Documentaire sur l'univers de Star Trek.
- From Bedrooms to Millions : The Amiga Years (2016) de Anthony Caulfield et Nicola Caulfield[32]. Documentaire sur les jeux vidéo de l'ordinateur Amiga, paru dans les années 80.
- From Bedrooms to Millions : The Playstation Revolution (2017) de Anthony Caulfield et Nicola Caulfield[33]. Documentaire sur les jeux vidéo de la célèbre console Playstation, parue en 1994.

#### Films
- Crosstown (2013) de Miriam Kruishoop avec Vivica A. Fox[34].
- The Canyons (2013) de Paul Schrader[35].
- Da Sweet Blood of Jesus (2014) de Spike Lee[36].
- Mythica (saga de films science fiction-fantastique de 5 épisodes), incluant Mythica, La genèse (Mythica: A Quest for Heroes) (2014), Mythica, La Pierre de Pouvoir (Mythica:The DarkSpore) (2015), Mythica:The Necromancer (2015), Mythica:The Iron Crown (2016) et Mythica:The GodSlayer (2016) avec Kevin Sorbo[37].
- Le Rôle de ma vie (2014) de Zach Braff[38].
- Veronica Mars, le film (2014) de Rob Thomas avec Kristen Bell, film tiré de la célèbre série télévisée[39].
- Anomalisa (2015), de Duke Johnson et Charlie Kaufman[40].
- Kung Fury (2015) de David Sandberg[41].
- Do You Take This Man (Modern Love) (2016) de Joshua Tunick avec Alyson Hannigan[42].
- A Crimson Man (2017) de Mike Pappa[43].
- Beast (2017) de Leonora Lonsdale avec Billie Piper[44].
- Cool Cat Loves You (2017) de Derek Savage[45].
- Magellan (2017) de Matthew Mercer[46].
- The Benz : An Adventure Comedy (2017) de Zach Silverstein et Matthew Woods[47].
- The Rangers : Bloodstone (2017) de David Nordquist[48].

##### Films d'animations
- Little Witch Academia 2 (2015) de Yoh Yoshinari[49].
- Arrival (2016) de Alex Myung[50].
- Under The Dog (2016) de Masahiro Andō[51].

#### Jeux, jeux de sociétés et jeux de cartes
- Kingdom Death Monster 1.5 (2015) par Adam Poots est un jeu de plateau faisant vivre des « chasses » aux joueurs, contre d'immenses monstres dans un univers sombre et apocalyptique. C'est le jeu de société ayant récolté le financement le plus important (12 393 139 $), explicable par le coût très important du jeu (de 200 à plus de 1000 $) ;
- Exploding Kittens (2015), un jeu de cartes créé par Elan Lee, Shane Small, and Matthew Inman du site humoristique The Oatmeal. Le projet a atteint son objectif de 10 000 $ en moins de 8 minutes et est le projet financé par le plus d'investisseurs de l'histoire de Kickstarter avec plus de 8,7 millions de dollars versés par plus de 219 000 internautes. C'est la deuxième édition du jeu (édition 1.5) ;
- The 7th Continent (2017), créé par Ludovic Roudy et Bruno Sautter et projet français le plus financé (et le troisième plus important de la catégorie jeu de société avec plus de 7 millions de dollars) est un jeu de carte atypique permettant aux joueurs d’expérimenter les sensations similaires a celles des Livres Dont Vous Etes le Héros, en explorant un antique continent afin de lever des malédictions. C'est la deuxième édition du jeu.
- Secret Hitler (2016), créé par Mike Boxleiter et Tommy Maranges. Secret Hitler est un jeu de plateau et de cartes s'appuyant sur des identités cachées attribuées à chaque joueur. Il prend place dans l'Allemagne des années 1930 et oppose deux équipes, les libéraux et les fascistes, les libéraux doivent empêcher l'élection Hitler au poste de Chancelier.

#### Jeux vidéo et consoles
- Ouya (2012), une console à bas prix fonctionnant sous Android : plus de 63 000 internautes pour 8,5 millions de dollars ;
- Project Eternity (2012), un jeu vidéo : plus de 73 000 internautes pour 3,9 millions de dollars ;
- Torment: Tides of Numenera, le jeu vidéo qui a reçu le plus grand soutien financier (4 188 927 $ par 74 405 internautes) ;
- Shenmue III, lancé le 15 juin 2015 par Yu Suzuki, avec plus de 2 millions de fonds levés en moins de 24 h, à la suite d'une annonce à l'E3 sur la scène de Sony.

#### Musiques
- Open Goldberg Variations (2011), projet pionnier dans son genre consistant à enregistrer et écrire la partition musicale des Variations Goldberg de Johann Sebastian Bach pour les placer directement dans le domaine public sous (licence CC0)[52].
- Amanda Palmer (2012), la chanteuse a défrayé la chronique dans le milieu musical en levant 1 192 793 $ grâce à 24 883 donateurs (son projet en demandait 100 000 $)[53]. « Plutôt que de signer sur un label, prendre leur avance et m’asservir pour un contrat, j’ai eu l’argent moi-même ! Putain, j’ai utilisé Kickstarter ! »[54]. Elle a évoqué cela dans une conférence TED intitulée « L'art de demander »[55].
- Raven, album de Paula Cole (2012)[56].
- Vari-Colored Songs, album de Leyla McCalla (2014)
- And The Anonymous Nobody, album de De La Soul (2016)[57].
- Starflower de Jennifer Paige (2017)[58].
- album du groupe TLC (2017).

#### Produits de la vie courante
- Coolest Cooler (2014), une glacière perfectionnée. Plus de 62 000 internautes, et 13,3 millions de dollars[59].
- Milo (2020), un kit mains libres pour rester en contact entre amateurs de sports extrêmes [60]

#### Produits technologiques
- Pebble (2012), une montre dotée d'un écran e-paper communiquant avec les smartphones sous iOS et Android : plus de 68 000 internautes pour 10,2 millions de dollars ;
- FORM 1 (2012), une imprimante 3D professionnelle à bas prix : plus de 2 000 internautes pour 2,9 millions de dollars ;
- Pebble Time (2015), une smartwatch. Plus de 78 000 contributeurs ont engagé 20,3 millions de dollars pour soutenir ce projet.

#### Séries télévisées d'animations
- Wakfu (2014) de Ankama[61].
- Wakfu saison 4 (2020)
- Lastman The Animated TV Series (2016) de Everybody On Deck[62].

#### Web-séries
- Daily Bake News by Glincon (2016) de Alex Park[63].